# كريستوفر أندرسون (مصور)

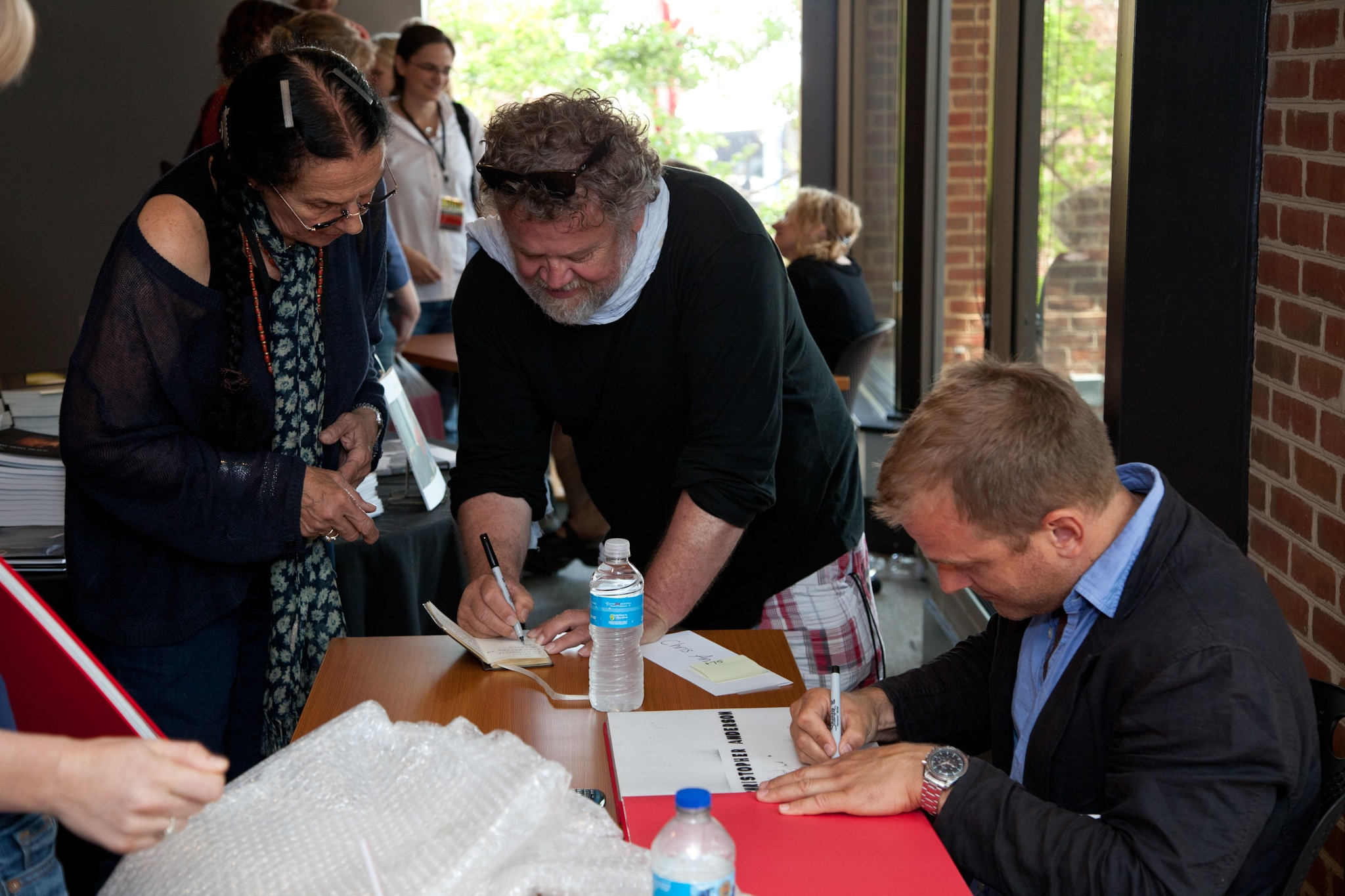
الشخص الجالس على الطاولة، الذي يوقع على كتاب، هو كريستوفر أندرسون.

كريستوفر أندرسون (بالإنجليزية: Christopher Anderson) هو مصور أمريكي، ولد في 1970 في كيلونا في كندا.

## وصلات خارجية
- الموقع الرسمي